# David Qarayev
David Qarayev (russisch Давид Сосланович Караев Dawid Soslanowitsch Karajew; * 10. März 1995 in Wladikawkas) ist ein aserbaidschanisch-russischer Fußballspieler.

## Karriere

### Verein
Qarayev spielte bis 2013 beim FK Gubkin. Im Januar 2013 wechselte er zum Zweitligisten FK SKA-Energija Chabarowsk. Bis zum Ende der Saison 2012/13 kam er noch nicht zum Einsatz. Sein Debüt in der Perwenstwo FNL gab er schließlich im Juli 2013 gegen den FK Saljut Belgorod. In der Saison 2013/14 absolvierte er drei Partien für Chabarowsk in der zweiten Liga. Im September 2014 wechselte er zum Drittligisten FK TSK Simferopol. Auf der Krim absolvierte der Stürmer zwölf Partien in der Perwenstwo PFL, in denen er vier Tore erzielte, ehe alle Vereine der Halbinsel, so auch TSK, im Dezember 2014 aus dem russischen Spielbetrieb ausgeschlossen werden mussten. Im August 2015 schloss er sich dem ebenfalls drittklassigen FK Neftechimik Nischnekamsk an. Für Neftechimik kam er bis zur Winterpause der Saison 2015/16 zu sechs Einsätzen.
Im Februar 2016 wechselte Qarayev zum Zweitligisten Torpedo Armawir. Für Torpedo kam er lediglich einmal in der Perwenstwo FNL zum Einsatz, der Verein stieg zu Saisonende in die Perwenstwo PFL ab. Daraufhin wechselte er zur Saison 2016/17 in seine Geburtsstadt zum Drittligisten Alanija Wladikawkas. In Wladikawkas absolvierte er in jener Saison 29 Drittligapartien, in denen er viermal traf. Zur Saison 2017/18 wechselte er zum Ligakonkurrenten FK SKA Rostow. Nach 13 Drittligaeinsätzen in Rostow, in denen er acht Tore erzielte, wechselte der Offensivspieler im Februar 2018 zum Zweitligisten FK Chimki. In Chimki kam er bis Saisonende zu drei Zweitligaeinsätzen. Zur Saison 2018/19 wechselte er zum unterklassigen FK Olimp Chimki. Nach nur rund zwei Monaten bei Olimp schloss Qarayev sich im August 2018 dem Drittligisten Kamas Nabereschnyje Tschelny an. Für Kamas kam er in der Saison 2018/19 zu 19 Drittligaeinsätzen, in denen er sieben Tore erzielte. In der Saison 2019/20 gelangen ihm bis zum Saisonabbruch elf Tore in 16 Einsätzen.
Zur Saison 2020/21 wechselte er zum Erstligisten Ural Jekaterinburg. Sein Debüt in der Premjer-Liga gab Qarayev im August 2020 gegen den FK Dynamo Moskau. Bis zur Winterpause absolvierte er sechs Partien in Russlands höchster Spielklasse. Im März 2021 wurde er nach Kasachstan an Kaspij Aqtau verliehen. Für Aqtau kam er während der Leihe zu 18 Einsätzen in der kasachischen Premjer-Liga.
Im Juli 2021 kehrte Qarayev nicht mehr nach Jekaterinburg zurück, sondern wechselte fest zurück zum Zweitligisten FK SKA-Chabarowsk. Für Chabarowsk kam er in der Saison 2021/22 zu 37 Zweitligaeinsätzen, in denen er 14 Tore erzielte. Zur Saison 2022/23 schloss er sich dem Erstligisten Torpedo Moskau an. Für Torpedo kam er zu 29 Einsätzen in der Premjer-Liga, aus der er mit dem Team aber abstieg. Zur Saison 2023/24 kehrte er dann innerhalb der zweiten Liga zu Alanija Wladikawkas zurück.

### Nationalmannschaft
Qarayev spielte 2013 für die aserbaidschanische U-18-Auswahl.